# 1989 XM
1989 XM är en asteroid i huvudbältet som upptäcktes den 2 december 1989 av den japanska astronomen Yoshiaki Oshima vid Gekko-observatoriet.
Asteroiden har en diameter på ungefär 8 kilometer och den tillhör asteroidgruppen Koronis.